# Encarsia brittanica
Encarsia brittanica är en stekelart som först beskrevs av Girault 1915.  Encarsia brittanica ingår i släktet Encarsia och familjen växtlussteklar. Inga underarter finns listade i Catalogue of Life.